# Aptoceras micropterus
Aptoceras micropterus är en insektsart som beskrevs av Marius Descamps 1981. Aptoceras micropterus ingår i släktet Aptoceras och familjen gräshoppor. Inga underarter finns listade i Catalogue of Life.